# Kim Ko-un
Kim Ko-un (korejsky 김고은; * 2. července 1991 Soul) je jihokorejská herečka. Debutovala ve filmu Ungjo (2012) za což v Jižní Koreji získala několik cen pro nejlepší debutující herečku. Do roku 2020 hrála významné role v osmi filmech. Je známa svými rolemi v televizních seriálech Návnada v pastičce (2016), Ssŭlssŭlhago čchanranhansin – Tokkäbi (2016), Král: Věčný panovník (2020) a Jumiui Sepchodul (2021).